# Kurganska hipoteza
Kurganska hipoteza (znana tudi kot kurganska teorija ali kurganski model) ali stepska teorija je najpogosteje sprejet predlog za identifikacijo proto-indoevropske domovine, iz katere so se indoevropski prajeziki razširili po Evropi, Evraziji in delih Azije. To je postulat, da so bili ljudje kurganske kulture v pontskih stepah severno od Črnega morja najverjetnejši govorci proto-indoevropskega jezika. Izraz izvira iz ruskega kurgana (курга́н), kar pomeni tumulus ali grobna gomila.
Kurgansko hipotezo je prvič oblikovala v petdesetih letih 20. stoletja Marija Gimbutas, ki je izraz uporabljala za razvrščanje različnih kultur, vključno s kulturo Jamna ali Pit Grave in njenimi predhodniki. David Anthony namesto tega uporablja osrednjo kulturo Jamna in njen odnos z drugimi kulturami.
Marija Gimbutas je kurgansko kulturo opredelila kot štiri zaporedna obdobja, najstarejše (Kurgan I), ki vključujejo samarsko in seroglazovsko kulturo regije Dneper in Volga v bakreni dobi (začetek 4. tisočletja pred našim štetjem). Ljudje teh kultur so bili nomadski živinorejci, ki so se po vzoru do začetka 3. tisočletja pred našim štetjem razširili po Pontsko-kaspijski stepi in v vzhodno Evropo.
Tri genetske študije v letu 2015 so delno podprle Gimbutasino teorijo kurganov o indoevropski pradomovini. Glede na te študije sta se haplogrupi R1b in R1a, ki sta zdaj najpogostejši v Evropi (R1a je pogosta tudi v južni Aziji), razširili iz step severno od Pontskega morja in Kaspijskega jezera, skupaj z indoevropskimi jeziki; odkrili so tudi avtosomsko komponento, ki je bila prisotna pri sodobnih Evropejcih, ki je ni bilo pri neolitskih Evropejcih, kar bi bilo uvedeno z očetovskimi rodovi R1b in R1a, pa tudi z indoevropskimi jeziki.
Za to kulturo so značilni kurganski pokopi; člane rodu neke plemenske vodje so pokopavali s konji in psi.

## Literatrura
Gimbutas, Marija (1997). Dexter, Miriam Robbins; Jones-Bley, Karlene (eds.). The Kurgan Culture and the Indo-Europeanization of Europe: Selected Articles From 1952 to 1993. Journal of Indo-European Studies Monograph Series No. 18. Institute for the Study of Man. ISBN 978-094169456-8.
Mallory, J. P. (1999), In Search of the Indo-Europeans: Language, Archaeology, and Myth (reprint ed.), London: Thames & Hudson, ISBN 0-500-27616-1
Anthony, David W. (2007). The Horse The Wheel And Language. How Bronze-Age Riders From the Eurasian Steppes Shaped The Modern World. Princeton University Press.